# Mario Runco
Mario Runco Jr. (New York, 26 gennaio 1952) è un fisico ed ex astronauta statunitense.
Ha partecipato alle missioni spaziali Shuttle STS-44, STS-54 e STS-77 come specialista di missione. È stato il primo astronauta italoamericano: la sua famiglia infatti è originaria di Lago, in provincia di Cosenza.